# Skejby-Lisbjerg Sogn
Skejby-Lisbjerg Sogn er et sogn i Århus Nordre Provsti (Århus Stift).
I 1800-tallet var Skejby Sogn og Lisbjerg Sogn annekser til Hasle Sogn. Lisbjerg Sogn hørte til Vester Lisbjerg Herred, de andre to til Hasle Herred, begge i Århus Amt. Hasle-Skejby-Lisbjerg sognekommune, der i starten af 1960'erne skiftede navn til Hasle sognekommune, blev ved kommunalreformen i 1970 indlemmet i Aarhus Kommune.
1. januar 2024 blev Skejby Sogn og Lisbjerg Sogn lagt sammen til Skejby-Lisbjerg Sogn.
I Skejby-Lisbjerg Sogn ligger Skejby Kirke og Lisbjerg Kirke, ligesom også kapellet og ceremonirummet på Aarhus Universitetshospital hører til sognet.
|  | Denne artikel kan blive bedre, hvis der indsættes geografiske koordinater Denne artikel omhandler et emne, som har en geografisk lokation. Du kan hjælpe ved at indsætte koordinater i wikidata. |